# Elasmosoma luxembergense
Elasmosoma luxembergense är en stekelart som beskrevs av Erich Wasmann 1909. Elasmosoma luxembergense ingår i släktet Elasmosoma och familjen bracksteklar. Inga underarter finns listade i Catalogue of Life.